# Lhok Mane
Lhok Mane is een bestuurslaag in het regentschap Bireuen van de provincie Atjeh, Indonesië. Lhok Mane telt 376 inwoners (volkstelling 2010).